# Decenio de las Naciones Unidas para los Desiertos y la Lucha contra la Desertificación
La Asamblea General de las Naciones Unidas declaró 2010 - 2020 Decenio de las Naciones Unidas para los Desiertos y la Lucha contra la Desertificación.

## Celebración
El 19 de diciembre de 2007 la Asamblea General de las Naciones Unidas en la Resolución 62/195 declaró 2010 - 2020 Decenio de las Naciones Unidas para los Desiertos y la Lucha contra la Desertificación.

La desertificación, definida como la degradación del suelo en las tierras secas, amenaza el sustento de más de 1.000 millones de personas de alrededor de 100 países y puede desencadenar la interrupción de hasta el 44% de los sistemas de cultivo mundiales.

Estudios recientes indican que las tierras secas representan más del 41,3% de la superficie terrestre y son el hogar de 2.100 millones de personas, lo que supone un tercio de la población mundial. Además, una de cada tres especies cultivadas en la actualidad tiene sus orígenes en las tierras secas. Y no sólo eso, sino que las tierras secas alimentan al 50% del ganado mundial, son hábitat de una fauna rica y representan casi la mitad de los sistemas cultivados.

Para promover acciones que protejan las tierras secas de todo el mundo del deterioro y de su degradación en desiertos, las Naciones Unidas lanzaron el Decenio para los Desiertos y la Lucha contra la Desertificación el 16 de agosto de 2010, quedando inaugurado una década que estará vigente desde enero de 2010 hasta diciembre de 2020.

El Decenio se inauguró en la ciudad brasileña de Fortaleza, durante la apertura de la segunda Conferencia Internacional sobre Clima, Sostenibilidad y Desarrollo en Regiones Semiáridas.

Este lanzamiento se completó con lanzamientos regionales, durante Septiembre y Noviembre de este 2010. En África, el Programa de las Naciones Unidas para el Medio Ambiente (PNUMA) -en colaboración con el PNUD- celebró un lanzamiento simultáneo además de una rueda de prensa en Nairobi (Kenia) el 16 de agosto.

Los eventos del Decenio serán encabezados por la Secretaría de la Convención de las Naciones Unidas de Lucha contra la Desertificación en colaboración con el Departamento de Información Pública (DIP) de la Secretaría de la ONU en Nueva York; el PNUMA; el Fondo Internacional para el Desarrollo de la Agricultura (FIDA) y otros organismos de la ONU.
Organización de las Naciones Unidas